# جیجاق فیروزه‌ای
جیجاق فیروزه‌ای(نام علمی: Cyanolyca turcosa) نام یک گونه از سرده کبودجیجاق‌های کوچک است.